# NGC 849
NGC 849 (również PGC 8286) – galaktyka soczewkowata (S0), znajdująca się w gwiazdozbiorze Wieloryba. Odkrył ją Francis Leavenworth w 1886 roku.